# کیم دونگ-جو
کیم دونگ-جو (انگلیسی: Kim Dong-joo؛ زادهٔ ۳ فوریهٔ ۱۹۷۶) بازیکن بیس‌بال اهل کره جنوبی است.